# Gabuk-myeon
Gabuk-myeon (koreanska: 가북면) är en socken i kommunen Geochang-gun i provinsen Södra Gyeongsang, i den centrala delen av Sydkorea, 220 km söder om huvudstaden Seoul.